# Dissay
Dissay ist eine französische Gemeinde mit 3143 Einwohnern (Stand: 1. Januar 2022) im Département Vienne in der Region Nouvelle-Aquitaine. Sie liegt im Arrondissement Poitiers und ist seit 2015 Teil des Kantons Jaunay-Marigny. Die Einwohner heißen Disséens.

## Geographie
Dissay liegt am Fluss Clain etwa fünfzehn Kilometer nordnordöstlich von Poitiers und wird umgeben von den Nachbargemeinden Beaumont im Norden, Saint-Cyr im Nordosten, Bonneuil-Matours im Osten, Saint-Georges-lès-Baillargeaux im Süden, Jaunay-Clan im Westen und Südwesten sowie Marigny-Brizay im Nordwesten.
Dissay gehört zu den Weinbaugebieten Haut-Poitou und Coteaux du Loir. Durch die Gemeinde führt die frühere Route nationale 10 (heutige D910). Der Bahnhof von Dissay liegt an der Bahnstrecke Paris–Bordeaux.

## Demographie
| Einwohner                                                  | 1.309 | 1.436 | 1.745 | 2.464 | 2.498 | 2.634 | 2.875 | 3.078 |
| Ab 1962 offizielle Zahlen ohne Einwohner mit Zweitwohnsitz |       |       |       |       |       |       |       |       |

## Sehenswürdigkeiten
- Schloss Dissay, im 15. Jahrhundert für den Bischof von Poitiers, Pierre d’Ambroise, als Bischofsresidenz erbaut, seit 1967/1989 Monument historique
- Kirche Saint-Pierre-et-Saint-Paul von Dissay aus dem 15. Jahrhundert, seit 1926 Monument historique
- Wald von Moulière

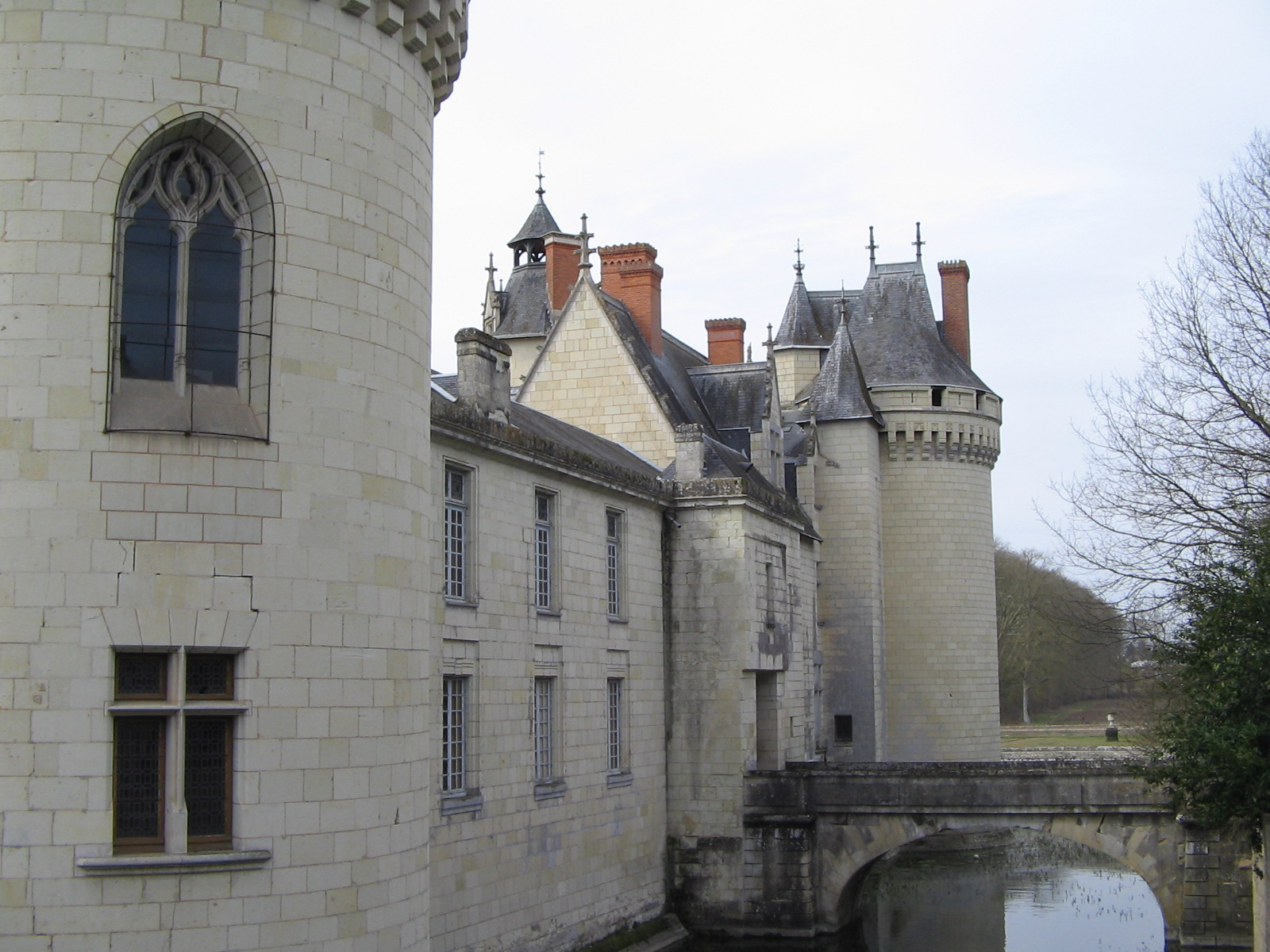
Schloss Dissay
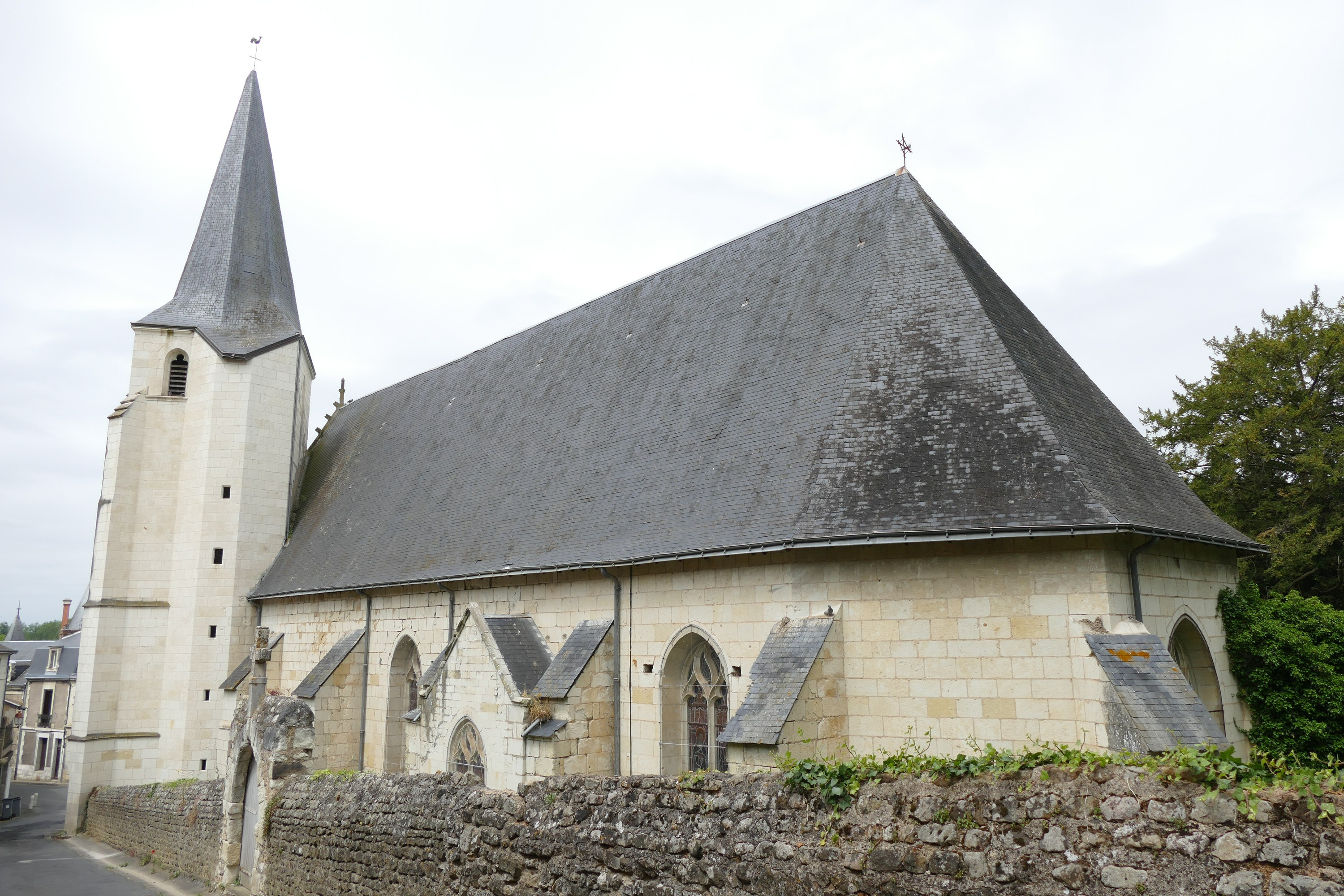
Kirche von Dissay

## Gemeindepartnerschaften
Mit der portugiesischen Gemeinde Vila Nova da Barquinha und mit der italienischen Gemeinde Madone in der Provinz Bergamo (Lombardei) bestehen Partnerschaften.

## Nachweise
1. ↑  Dissay – Comité de Jumelage (Memento des Originals vom 27. Juli 2021 im Internet Archive)  Info: Der Archivlink wurde automatisch eingesetzt und noch nicht geprüft. Bitte prüfe Original- und Archivlink gemäß Anleitung und entferne dann diesen Hinweis.